# María Antonia Iglesias
Pour les articles homonymes, voir Iglesias.
María Antonia Iglesias González (Madrid, 15 janvier 1945 et morte le 29 juillet 2014) est une femme de lettres et journaliste espagnole. Son père est le célèbre pianiste et musicologue Antonio Iglesias Álvarez. 
Elle a travaillé pour différentes publications comme Informaciones, Triunfo, Tiempo, Interviú, ou El País'.
Elle a déclaré plusieurs fois que, bien qu'elle soit catholique, elle n'est pas d'accord avec plusieurs attitudes de l'église catholique actuelle.

## Radio
- Hoy por hoy, (Cadena SER)
- La Brújula (2002, Onda Cero)
- Protagonistas (2004-2006, Punto Radio)

## Télévision
- Informe Semanal, 1984, RTVE
- Día a día (1996-2004, Telecinco)
- Cada día (2004-2005-2006, Telecinco)
- Lo que inTeresa (2006, Antena 3)
- Las Mañanas de Cuatro (2006-2009, Cuatro)
- Madrid opina (2006-2008, Telemadrid)
- La mirada crítica (2008, Telecinco)
- La noria (2008-2011, Telecinco)